# Геронтологија
Геронтологија (грч. γέρων, герон, „стар човек“ и λογία, логија, учење) је наука о социолошком, психолошком, когнитивном и биолошком аспекту старења. Термин је приписан руском имунологу Иљи Мечникову. Разликује се од геријатрије, која је грана медицине специјализована за лечење болести код старијих. Геронтолози укључују истраживаче и практиканте са поља биологије, медицине, криминологије, социјалног рада, психологије, психијатрије, социологије, економије, политичких наука, архитектуре, географије, фармације, јавног здравља и антропологије.
Геронтологија обухвата следеће:
- проучавање физичких, менталних и социјалних промена током старења
- истражује сам биолошки процес старења (биогеронтологија)
- истражује социјални и психосоцијални последице старења (социогернотологија)
- истражује психолошке ефекте на старење (психогернотологија)
- истражује приступ биолошком старењу према болести која узрокује старење (геронаука)
- истражује ефекте старења на друштво
- примене овог знања у политикама и програмима, укључујући макроскопски (на пример планирање владе) и микроскопски (нпп. Трчање у старачком дому) план

Мултидисциплинарна природа геронтологије значи да постоји велики број подобласти, као и повезаних области, као што су психологија и социологија који се преклапају са геронтологијом. Геронтолози познају 4 врсте старења: хронолошко, биолошко, психолошко и друштвено старење. Хронолошко старење је дефинисано као број година од рођења. Биолошко старење се односи на физичко старење које одликује смањена способност система органа. Психолошко старење подразумева промене у сензорним и перцептивним процесима, промене когнитивних способности и промене адаптивног капацитета и личности. Социјално старење подразумева индивидуалне промене односа са породицом, пријатељима, према послу, раду и осталим друштвеним активностима.

## Историја
У средњовековном исламском свету, неколико лекара је записало проблеме везане за геронтологију. Авицена је у свом „Медицинском канону“ понудио обуку за негу старих, укључујући исхрану и лекове за проблеме укључујући и опстипације. Арапски лекар Ибн Ал-Јазар Ал-Каријавани (Алгизар, 898-980) је писао о боловима и физичком стању старих особа.. Његов научни рад обухвата поремећаје спавања, заборавност, како да ојача меморију и узроке смртности Исхак Ибн Хунаин (умро 910.) је такође писао о лечењу заборавности.
Док се број старих особа и просечног животног века повећава од 14. века, друштво тежи да размотри бригу о старима у односу на породично питање. То није било до 19. века, индустријске револуције, која идеје помера у корист друштвене заштите система, и тад настају први домови за негу старих.
Неки пионири, као што су Мишел Ежен Шевреул који је живео 102 године, су веровали да је старење појам који треба посебно да се изучава.
Тога није било до 1940-их када су пионири попут Џејмса Бирена почели да истражују поље геронтологије. Група људи различитих професија које су обухватале рад са старима је основала Геронтолошко друштво Америке 1945. године. Две деценије после Џејмс Бирен је основао истраживачки центар посвећен студирању старења – Етел Перси Андрус геронтолошки центар на универзитету Јужне Калифорније. Студије у Балтимору су почеле 1958. године с намером да прате психичко здравље људи средњих година и старијих особа, путем тестирања сваке две године по одређеним психолошким стандардима. У 1967, Универзитет Јужне Флориде и Универзитет Северног Тексаса су примили Стари Американци акт о стипендирању, од стране У. С. Администрације за Старе, за покретање првог студијског програма из геронтологије и прве мастер студије. Године 1975, на Универзитету Јужне Калифорније школа Леонард Дејвис школа Геронтологије, са Биреном као оснивачем, постаје прва школа Геронтологије у оквиру универзитета и прва је понудила докторске студије. Од тад су почеле да се оснивају многе друге школе и одељења за геронтологију.
Уопштено говорећи, геронтологија је у Сједињеним Државама цветала од 1967. до данас, кад се нуде на многим универзитетима сви нивои научних студија. Један од пионира геронтологије, Роберт Нил Батлер, се борио за негу и поштовање старих. Батлер је освојио Пулицерову награду за своју књигу под насловом Зашто Опстати?Бити стар у Америци (Why Survive?Being Old In America), где говори како се људи не обазиру на старе, како су малтретирани, чак и злостављани. Он у својој књизи говори да ми као друштво морамо да променимо начин на који се опходимо према старима. Драстичан пораст старог становништва у пост-индустријским западним земљама довео је геронтологију до најбрже растућих поља науке.
Од 1950-их до 1970-их, поље истраживања је углавном социјално и бави се старачким домовима и здравственом заштитом. Међутим, истраживање Леонарда Хејфлика из 1960-их (које показују да ће се ћелијске линије култура поделити само 50 пута) је помогло истраживању посебне гране, биогеронтологије. Постало је очигледно да само лечење старости није довољно. Разумевање процеса старења и шта урадити поводом тога је постало проблем.
Изучавање и заинтересованост за биогеронтологију је такође порасла када је Сантија Кенија презентовала свој пројекат о померању границе умирања код нижих облика живота попут воћних мушица, црва и квасца. Значајан помак у повећању животног века је примећен и код сисара попут мишева и пацова путем интервенција као што је калоријска интервенција и мутацијом инсулину сличног фактора раста 1. Међутим, до сада код човека никакав значајан помак није уочен.

## Биогеронтологија
Биогеронтологија је подобласт геронтологије која се бави биолошким процесима старења, његовим еволутивним пореклом и потенцијалним средствима којим може да се интервенише у том подручју. То укључује интердисциплинарна истраживања узрока биолошког старења, ефеката и механизама. Конзервативни биогеронтолози као, што је Леонард Хејфлик, су предвидели да је врхунац људског живота 92 године, док су други попут Џејмса Ваупела предвидели да у индустријским земљама бити 100 година за децу рођену после 2000. године, а неке анкете биогеронтолога предвиђају око 2 или више стотина година, са Обри де Грејем који нуди „пробни рок“ који са адекватним финансирањем истраживања старања, као што је Стратегија за занемаривање старења,“имамо 50/50 шансе за развијање технологије за 25 до 30 година, која ће дужину човековог живота повећати на 1000 година.
Биомедицинска геронтологија, позната и као експериментална геронтологија, је подобласт биогеронтологије која настоји да успори, спречи, па чак и преокрене старење у подмлађивање код људи и животиња. Спречавањем старења код животиња, терапије би спречиле сенилне болести и слабости, и прошириле би просечну и максималну дружину човековог живота. Многи „продуживачи живота“ верују да би човеков живот могао да се продужи, ако не ускоро, онда у следећем веку. Оптимисти попут Обри де Греја верују да се човек који ће живети 1000 година већ родио. Геронтолози се разликују према томе да ли проучавају старење као процес који треба да се спречи и оних који мисле да треба да се само продужи, иако се већина слаже да ће продужење животног рока тећи лечењем сенилних болести и слабости, многи мисле да максималан животни рок не може да се промени и да је непожељно да се покушава.
За разлику од геронтологије, у геријатрији се проучава третман болести у старењу. Обе гране научници сматрају битним у проучавању старења.

### Биолошке теорије старења
Постоје бројне теорије старења од којих ни једна није прихваћена. Постоји широк спектар теорија старења са различитим узроцима старења и свака од њих показује грешке других теорија. Без обзира на теорију заједничко је да старење означава смањење функције тела.

#### Теорија трошења (Wear and Tear)
Теорија трошења указује на то да док појединац расте и стари јединице као што су ћелије и органи се троше и нису више употребљиви. Наше тело је непрекидно изложено унутрашњим и спољашњим утицајима који му штете, и који превазилазе могућности опоравка и „поправљања“ тела. Због овога ћелија не може да се регенерише и долази до механичке и хемијске исцрпљености. Неки штетни утицаји укључују хемикалије у ваздуху, храни и диму. Други штетни утицаји потичу од траума, вируса, високе телесне температуре и других болести.

#### Генетика
Генетичка теорија старења подразумева старење које је уписано у гене појединца. Према овој теорији гени диктирају човекову дуговечност. Програмирана ћелијска смрт, или апоптоза, је одређена „биолошким сатом“ преко гентских информација које се налазе у нуклеусу ћелије. Гени који су одговорни за апоптозу објашњавају ћелијску смрт, али не и смрт целог организма. Пораст ћелијских апоптоза је можда у корелацији са старењем, али није узрок смрти организма. Фактори средине у којој се налази организам и генетска мутација могу убрзати старење. У скорије време истраживања су показала и фактор епигенетичког наслеђивања. Епигенетски сат, који мери биолошку старост ћелија и ткива, може бит добар за тестирање различитих биолошких теорија старења.

#### Општи дебаланс
Теорија општег дебаланса указује на телесне системе, као што је нервни, ендокрини и имуни, постепено пада и на крају не функционише. Разликују се начини и брзина опадања од система до система.

#### Акумулација
Акумулациона теорија показује да је старење телесни пад који произилази из акумулације елемената. Елементи могу да буду страни телу и могу се унети из околине у тело. Остали елементи могу бити последица ћелијског метаболизма. Један од примера акумулационе теорије је Теорија слободних радикала који утичу на старење (Free Radical Theory of Aging). Према овој теорији производи редовног ћелијског метаболизма називају се слободни радикали и они у интеракцији са ћелијском мембраном и ДНК изазивају неповратне штете. Новија и свеобухватнија теорија акумулације доктора Обри де Греја показује 7 типова оштећења на молекуларном, ћелијском и унутарћелијском нивоу.

#### Теорија слободних радикала
Идеја да су слободни радикали токсични је први пут изложила Ребека Гершман. Денхам Харман је 1956. предложио терорију слобнодних радикала, чак и показао да они изазивају деградацију биолошког система. Оксидативна оштећења код многих врста акумулирају се годинама, као и оксидациони притисак слободних радикала кисеоника, јер теорија слободних радикала потиче од штете коју наноси реактивна врста кисеоника (РВК). РВК су мали, врло реактивни, молекули који садрже кисеоник који могу оштетити комплекс ћелијских компоненти као што су масти, протеини, ДНК који се природно генеришу током реакција метаболизма. Ови услови се све везују за деменцију, канцер и болести срца. Нису сви прихватили ову теорију, јер не можемо утврдити да ли прво слободни радикали или старење долази и ако је тако зато људско тело стари. Разумно је да слободни радикали долазе тек кад процес старења почне. У будућности би морало да се види да ли стабилизација слободних радикала може да одложи старење.

#### Теорија ДНК оштећења
Оштећење ДНК је један од многих узрока који доводе до болести у старењу. Стабилност генома је дефинисана ћелијским механизмима поправке, толеранције на оштећења и контролном путева, којим се спречава оштећење ДНК. Једна хипотеза постављена од стране Ђоакино Фаиле 1958. године заступа становиште да акумулацијом оштећења на ДНК долази до старења. Ову хипотезу је ускоро развио Лео Сзилард. Ова теорија се мењала временом упоредо са новим истраживањима која су показала да оштећење ДНК са мутацијом, или без ње, доводи до старења. Ако се могу очувати ДНК и други стресори, ако се развије антиканцерски одговор ћелије развиће се одбрана интегритета ћелије. Ово може побољшати здравље и животни век. Проучавањем оштећења на ДНК и одржавањем генома у вези са старењем можда пронађе начин за лечење болести.

### Социогеронтологија
Социогеронтологија је мултидисциплинарна подобласт геронтологије која је специјализована за рад са старима.
Социогеронтолози могу имати такође знања из социјалног рада, психологије, социологије, психологије, болничке неге, демографије и других наука које се баве друштвом. Социогеронтологија је одговорна за едукацију, истраживања и друге шире проблеме везане за старе.
Старосни век човека и продужавање живота се изражавају у бројевима, па постоји преклапања са демографијом. Разликује се они који студирају демографску слику људског живота, од оних који проучавају друштвено старење.

#### Социјалан рад са старима
Социјалан рад са старим особама, познатији као геријатријски социјални рад, посматра макро и микро план рада са људима изнад 60 или 65 година, њихове породице и заједнице, старење везано за политику, и истраживање старења. Геријатријски социјални радници делују путем саветовања, директног рада са старима и организовањем бројних семинара и тренирања особља посебно када су у питању онколшки центри, болнице, старачки домови. Посматрајући на макро нивоу, геријатријски социјални радници у државним здравственим службама, на универзитетима и факултетима, као и у здравственим управама.

#### Социолошке теорије старења
Према Денефер, старење је процес интеракције појединца са средином, где они обострано утичу. Неколико теорија старења су развијене да би се пратило старење старијих људи у друштву, као и како се они мењају док старе.

#### Нормална теорија старења (Activity theory)
Нормална теорија старења је развијена и разрађена од стране Кавана, Хавигурста и Албрехта. Према овој теорији, лична уверења појединца формирају се на основу његовог друштвеног односа. Да би старије особе задржале моралне принципе, морају да се ослободе улога као што су најчешће улоге на послу или супружничка улога.
Активност је боља од неактивности јер доприноси благостању на више нивоа. Због побољшања општег здравља и просперитета код старијег дела популације, ова теорија је веродостојнија него пре шест деценија кад ју је Хавингурст предложио. Ова теорија је применљива на стабилно, пост-индустријско друштво које нуди старима бројне могућности да учествују у друштву. Слабост је та да неке особе не могу да одржавају средовечан начин живота због разних ограничења, недостатка прихода или недостатка жеље да то и буду. Многи стари немају средстава за одржавање активне улоге у друштву. Са друге стране постоје старији који инсистирају на бројним активностима иако нису у стању да их изводе, као што је вожња са ослабљеним видом и бројне активности одржавања куће за које је потребна потпуна виталност тела. На тај начин они поричу своју нестабилност и излажу се несигурним активностима.

#### Теорија повлачења
Теорију повлачења су развили Каминг и Хенри. Према овој теорији, старије особе и друштво су ангажовани одвојено једно од другог. Пример међусобне одвојености је повлачење из посла. Кључна претпоставка ове теорије је да старије особе губе „его-енергију“ и све више постају заљубљени у себе. Осим тога, ослобађање од других обавеза одржава морал, а не учешће у друштвеном раду. Постепено повлачење из друштвених улога одржава равнотежу у друштву и промовише ослобађање старих од посла. Тиме се спроводи капитал, знање и моћ са старијих генерација на млађе. То омогућава да друштво настави вредно да ради и након што стари умру. Слабост: Не постоји база доказа која може да подржи ову теорију. Осим тога, многи стари желе да остану окупирани и укључени у друштву. Повлачење на неки начин може бити и штетно по друштво. И због тога је већина геронтолога ову теорију одбацила.

#### Теорија континуитета
Теорију континуитета је не могуће постићи у реалности. С једне стране, покушај успостављања континуитета представља да систем остане хомоген, уједначен, непроменљив па чак и досадан. Ова теорија континуитета није баш применљива на људско старење. Са друге стране, динамичка теорија континуитета представља један стабилан систем који истрајава током времена, али омогућава низ промена који пружа основну структуру. Основна структура је кохерентна: она има уредан и логички однос делова који су заједно препознатљиви и разликују се од других. Динамички концепт је развијен и примењен на проблем адаптације нормалног старења. Централна премиса теорије континуитета, у прављењу избора током адаптације, да одрасли, средовечни и стари покушавају да сачувају и одрже постојеће унутрашње и спољашње структуре и да желе да остваре тај циљ помоћу континуитета (примењивање фамилијарних стратегија у круговима фамилије). Током средњих и позних година, одрасле претходно искуство води да користе континуитет као примарну адаптивну стратегију за суочавање са променама везаним за обично старење.

#### Теорија старосне стратификације
Према овој теорији, старије особе рођене у различитим временским периодима формирају кохорте које дефинишу "старосне слојеве". Постоје две разлике између слојева: хронолошка старост и историјско искуство. Ова теорија чини два аргумента. 1. Старост је механизам за регулисање понашања и као резултат одређује приступ позицијама моћи. 2. Генерацијске кохорте играју важну улогу у процесу друштвених промена.

#### Теорија животног циклуса
Према овој теорији, старење је процес који траје од рођења до смрти. Старење укључује друштвене, психолошке и биолошке процесе. Осим тога, искутво током старења је обликовано на онову кохорте у којој је индивидуа и на основу ефекта одређеног периода.

#### Кумулативна предност / недостатак теорија
Према овој теорији, која је развијена током почетком 1960-их од стране Дерека Прајса и Роберта Мертона, неједнакости имају тенденцију да постану израженији током старења. Парадигма ове теорије огледа се у пословици „Богати постају богатији, а сиромашни постају сиромашнији“. Предности и мане током раног живота имају велики утицај широм животног века. Међутим, предности и мане у средњем животном добу имају директан утицај на економско и здравствено стање у каснијем животу.